# Środowe Towarzystwo Psychologiczne
Środowe Towarzystwo Psychologiczne (niem. Psychologische Mittwochs-Gesellschaft) – nieformalna grupa psychoanalityków o zbliżonych początkowo poglądach, skupiona wokół Zygmunta Freuda w Wiedniu. Przekształcona w Wiedeńskie Towarzystwo Psychoanalityczne.

## Historia
Przed rokiem 1902 ruch psychoanalityczny działał bez usprawniającego jego integrację stowarzyszenia, a kontakty pomiędzy psychoanalitykami opierały się przede wszystkich na uczęszczaniu na prywatne, często powiązane z własną analizą, lekcje u Freuda (taki kurs odbyli między innymi: Emma Eckstein, Felix Gattel, Heinrich Gomperz). W odpowiedzi na ten stan rzeczy jesienią 1902 roku, kiedy to Wilhelm Stekel (lekarz, poeta i muzyk) zasugerował Freudowi możliwość odbywania regularnych spotkań czołowych wiedeńskich psychoanalityków, założone zostało Środowe Towarzystwo Psychologiczne. Spotkania towarzystwa odbywały się w wiedeńskim mieszkaniu Freuda przy Berggasse 19. Oprócz Stekla, Freud namówił do udziału w takich środowych sesjach także Maxa Kahanego, Rudolfa Reitlera i Alfreda Adlera. Co tydzień jeden z uczestników przygotowywał referat, na którego temat odbywała się dyskusja po przerwie kawowej. Freud, w roli przewodniczącego, podsumowywał na koniec wyniki spotkania. Istniała możliwość wprowadzania nowych członków, przy czym procedura wymagała początkowo jednomyślnej zgody osób już przyjętych (stałych członków). W 1906 towarzystwo skupiało 17 naukowców; należeli doń między innymi: Isidor Sadger, Fritz Wittels, Paul Federn, Eduard Hitschmann (lekarze), Max Graf (muzykolog), Hugo Heller (wydawca), Otto Rank (samouk, student ekonomii). W 1906 roku dokonano częściowej przebudowy formalnej struktury towarzystwa poprzez ustanowienie funkcji sekretarza zobowiązanego do protokołowania spotkań w celu zapobiegania potencjalnym plagiatom (stanowisko to objął Otto Rank). Stałymi gośćmi zagranicznymi (zapraszanymi przez Freuda z powodu poczucia alienacji towarzystwa oraz często związanymi ze szpitalem Burghölzli w Zurychu), począwszy od roku 1907, byli między innymi: Max Eitingon, Otto Ludwig Binswanger, Carl Gustav Jung, Karl Abraham, Sándor Ferenczi. Z czasem dał się zauważyć silny rozdźwięk naukowy między członkami wiedeńskimi a zagranicznymi. W 1908 r. oficjalnie grupa przekształciła się w formalne Wiedeńskie Towarzystwo Psychoanalityczne.